# Могилёвский металлургический завод
ОАО «Могилёвский металлургический завод» (бел. Магілёўскі металургічны завод) — белорусское предприятие по производству металлических труб, технической дроби, черновых железнодорожных осей, чугунных и стальных изделий, расположенное в городе Могилёве.

## История
Завод был построен в северо-восточной части Могилёва в 1929—1932 годах и первоначально назывался Могилёвский труболитейный завод имени А. Ф. Мясникова. Первая продукция — водопроводные чугунные трубы. В 1932—1934 годах подчинялся уполномоченному Наркомата тяжёлой промышленности СССР при СНК БССР, с 1934 года — Белорусскому республиканскому тресту металлообрабатывающей промышленности. В 1937 году был введён в эксплуатацию листопрокатный цех. В годы Великой Отечественной войны оборудование завода было эвакуировано, производство стальных листов началось в 1947 году, труб — в 1948 году. В июне-ноябре 1944 года завод подчинялся Белорусскому республиканскому тресту метизной промышленности, затем — Белмашстанкотресту, с 1946 года — Министерству местной промышленности БССР. В 1953 году завод освоил производство стального кровельного листа. В том же году труболитейный завод переименован в металлургический. В 1959 году завод первым в СССР освоил производство чугунных водонапорных труб полунепрерывным способом. В 1957—1965 годах завод подчинялся Совету народного хозяйства БССР, в 1965 году вернулся в подчинение Министерства местной промышленности. В 1984 году завод вошёл в состав Всесоюзного промышленного объединения «Союзтрубосталь». В 1986 году на заводе была запущена первая установка для производства труб электросварным методом. В том же году была освоена отливка чугунных труб диаметром 400 мм. В 1991 году передан в подчинение Госкомитета Республики Беларусь по промышленности и межотраслевым производствам, в 1994 году — Министерства промышленности Республики Беларусь. В 1996—1997 годах завод акционирован, преобразован в открытое акционерное общество, в уставном фонде предприятия участвовала американская компания. В 2003 году было освоено производство чугунных люков, в 2004 году — литой и колотой дроби. В 2006 году завод вошёл в состав производственного объединения «Белорусский металлургический завод» с сохранением прав юридического лица (с 2012 года преобразован в холдинг в форме открытого акционерного общества). В 2013—2017 годах завод освоил производство черновых осей для железнодорожного транспорта методом свободной поковки.

## Современное состояние
Завод производит электросварные трубы круглого и профильного сечения различного назначения (в т. ч. водопроводные и газопроводные), черновые железнодорожные оси, техническую дробь, чугунные изделия, товары народного потребления, стальные поковки. В 2017 году 90% продукции экспортировалось в 22 государства. Производство стальных электросварных труб в 2017 году составляло 6 тыс. т в месяц. На предприятии занято 980 сотрудников. В 2007 году государству принадлежало 56% акций компании.
По утверждению журналистов, в апреле 2022 года завод помогал «Магнитогорскому металлургическому комбинату» вывозить из оккупированного Мариуполя грузовые контейнеры и вагоны. В мае 2023 года Украина ввела санкции против завода.